# پارک ملی برینگیا
پارک ملی برینگیا (انگلیسی: Beringia National Park) یک پارک ملی در ناحیه خودگردان چوکوتکای کشور روسیه است.
تا ۱۱٬۰۰۰ سال پیش از میلاد، قلمرو این پارک توسط یک پل خشکی به نام «برینگیا» به آمریکای شمالی متصل بود. در سمت شرقی، در آلاسکا، منطقه حفاظت شده ملی پل خشکی برینگ قرار دارد که توسط سازمان پارکهای ملی ایالات متحده اداره می‌شود. گفتوگوهایی بین آمریکا و روسیه دربارهٔ ادغام این دو پارک و ایجاد یک «پارک فرامرزی» انجام شده است، اما تاکنون هیچ توافق رسمی صورت نگرفته است.
بیشتر جمعیت پراکنده این منطقه را مردم بومی چوکچی یا یوپیک تشکیل می‌دهند. این پارک در سال ۲۰۱۳ به عنوان یک پارک ملی رسمیت یافت.
این پارک در دو ناحیه از شبه جزیره چوکوتسکی گسترده شده است: ناحیه پراویدنسکی در جنوب و ناحیه چوکوتسکی در شمال. توپوگرافی آن شامل توندرای نیمه قطبی مرتفع ساحلی است. کوه‌های این منطقه ارتفاع متوسطی دارند (به‌طور میانگین ۹۰۰ متر) که بلندترین آنها کوه ایشخودنایا با ۱۱۹۴ متر ارتفاع است. همچنین دشتهای توندرایی وسیعی در این منطقه وجود دارد.
برینگیا در منطقهٔ اکولوژیکی توندرای برینگ قرار دارد. این منطقه دارای آب و هوای نیمه قطبی بدون فصل خشک (بر اساس طبقه‌بندی اقلیمی کوپن: Dfc) است.
این آب و هوا با تابستان‌های معتدل (فقط ۱ تا ۳ ماه با دمای بالاتر از ۱۰°C یا ۵۰٫۰°F) و زمستان‌های سرد و پربارش (با سردترین ماه زیر −۳°C یا ۲۶٫۶°F) مشخص می‌شود. ژانویه سردترین ماه با دمای متوسط −۲۲٫۶°C (−۸٫۷°F) در آنادیر و جولای گرمترین ماه با دمای متوسط °۱۱٫۶ است.